# Hoshihananomia gacognei
Hoshihananomia gacognei là một loài bọ cánh cứng trong họ Mordellidae. Loài này được Mulsant miêu tả khoa học năm 1852.